# 邊境安全部隊

邊境安全部隊的旗幟

印度邊境安全部隊（英語：The Border Security Force；簡稱：BSF）是印度與巴基斯坦和孟加拉國接壤的主要邊防部隊。它是印度三大邊防部隊之一，在第二次印巴战争爆發後成立，其成立目的為“確保印度邊界的安全以及與印度有關的事務”。